# Marostica
Marostica (Maròstega in veneto) è un comune italiano di 14 067 abitanti della provincia di Vicenza in Veneto.
È nota in tutto il mondo per la partita a scacchi che si svolge con personaggi viventi nella piazza cittadina, ogni due anni (anni pari) nel secondo fine settimana di settembre: è una tradizione avviata nel 1923 e che si vuole ispirata ad un evento del 1454, sebbene non vi siano prove storiche. Per questa storica manifestazione la cittadina vicentina viene anche soprannominata "la città degli scacchi".
Si fregia del marchio di qualità turistico-ambientale della Bandiera arancione conferito dal Touring Club Italiano. Marostica è altresì famosa per la produzione della Ciliegia di Marostica, prodotto a indicazione geografica protetta. 

## Geografia fisica
La città si trova in una zona pianeggiante e collinare, ai piedi dell'Altopiano di Asiago, ed è attraversata dal torrente Longhella che nasce nella frazione di San Luca.

### Clima
Marostica, secondo la classificazione dei climi di Köppen, gode di un tipico clima temperato delle medie latitudini (Cfa), piovoso o generalmente umido in tutte le stagioni e con estati molto calde.
Le precipitazioni si concentrano nei periodi compresi tra marzo e maggio, con un leggero calo nei mesi estivi, e un riacutizzarsi nel periodo compreso tra ottobre e novembre inoltrato.
L'inverno è caratterizzato da frequenti fenomeni nevosi.
| Marostica           | Mesi | Mesi | Mesi | Mesi | Mesi | Mesi | Mesi | Mesi | Mesi | Mesi | Mesi | Mesi | Stagioni | Stagioni | Stagioni | Stagioni | Anno  |
| Marostica           | Gen  | Feb  | Mar  | Apr  | Mag  | Giu  | Lug  | Ago  | Set  | Ott  | Nov  | Dic  | Inv      | Pri      | Est      | Aut      | Anno  |
| ------------------- | ---- | ---- | ---- | ---- | ---- | ---- | ---- | ---- | ---- | ---- | ---- | ---- | -------- | -------- | -------- | -------- | ----- |
| T. max. media (°C)  | 5,8  | 7,4  | 10,0 | 13,9 | 18,7 | 22,6 | 25,1 | 24,9 | 21,6 | 16,8 | 10,8 | 7,2  | 6,8      | 14,2     | 24,2     | 16,4     | 15,4  |
| T. min. media (°C)  | −0,9 | 0,2  | 2,6  | 6,2  | 10,2 | 13,5 | 15,6 | 15,4 | 12,5 | 8,5  | 3,8  | 0,2  | −0,2     | 6,3      | 14,8     | 8,3      | 7,3   |
| Precipitazioni (mm) | 91   | 89   | 85   | 122  | 130  | 162  | 104  | 125  | 108  | 147  | 129  | 76   | 256      | 337      | 391      | 384      | 1 368 |
| Giorni di pioggia   | 6    | 6    | 7    | 10   | 11   | 11   | 9    | 9    | 6    | 8    | 8    | 6    | 18       | 28       | 29       | 22       | 97    |

## Origini del nome
Riguardo alle origini del toponimo, gli eruditi del passato si sono sbizzarriti, ma le loro spiegazioni sono oggi ritenute fantasiose e prive di fondamento. Molti lo hanno fatto risalire a Marii ostium o a Marius stetit, credendo che qui Gaio Mario avesse posto un accampamento durante la guerra civile contro Silla. Per Giovanni da Schio è un composto formato da mar, in celtico "sopra", e Asticum, riferimento al torrente Astico che scorre poco distante. Secondo Francesco e Giovanni Spagnolo, invece, si lega al veneto maro "covone", ad indicare la forma dei colli che caratterizzano il territorio, oppure è un fitonimo da avvicinare a marrone.
Il noto toponomasta Dante Olivieri ha cercato di presentare delle ipotesi più verosimili, pur riconoscendo una certa difficoltà. Se fosse di origine preromana o romana potrebbe derivare da un ipotetico nome personale Marosto o Maroste (da confrontare, forse, con l'etnico Venostes), con l'aggiunta del suffisso di appartenenza -ĭca. Invece, collocandolo in epoca più tarda, potrebbe essere un composto di lama (la prima sillaba sarebbe andata persa perché intesa come articolo) "palude" e rostica, derivato dall'aggettivo rosto "arrostito, bruciato": significherebbe, quindi, "palude dissodata tramite debbio".
Una teoria avanzata recentemente fa derivare il nome dalla crasi del sostantivo "marra" e dell'aggettivo "ostica", dove marra indica un mucchio di sassi o un accumulo di detriti rocciosi di origine sedimentaria, ed è voce diffusa nella toponomastica e presente con numerosi suoi derivati specialmente in parlate delle zone alpine. L'accumulo di detriti indicherebbe le diverse colline presenti con questa forma nella zona nord del Comune, verso le frazioni di Valle San Floriano e Vallonara.

## Storia

### Epoca antica
I pendii soleggiati in stretta comunicazione con la sottostante pianura hanno reso la zona favorevole all'insediamento umano sin dalla preistoria, come dimostrano i reperti risalenti al periodo. Tracce più tarde sono riferibili al tempo dei Paleoveneti e si concentrano specialmente sul colle Pauso: vanno certamente collegate alla vicina necropoli di Angarano, risalente al cosiddetto periodo "Este I" (XIII-VII secolo a.C.).

### Alto medioevo
Dopo la caduta dell'Impero Romano, Marostica attraversò i convulsi eventi che videro l'avvicendarsi dei governi ostrogoto, bizantino e infine longobardo. Durante quest'ultima dominazione fu ricompresa nel ducato di Vicenza.
Di grande importanza è un documento del 753 che cita il castello sul monte Pauso, indice che la fortificazione romana rivestiva grande importanza anche sotto i Longobardi. A questi si sostituirono i Franchi di Carlo Magno e Marostica divenne parte della contea di Vicenza.
Alla fine del IX secolo il Veneto fu invaso dagli Ungari che sconfissero il re d'Italia Berengario del Friuli sulle rive del Brenta tra Nove e Cartigliano (24 settembre 899).
Come conseguenza, tra il 917 e il 921 Marostica, insieme con tutto il territorio compreso tra la riva sinistra dell'Astico e quella destra del Brenta (incluso l'altopiano di Asiago), fu donata dall'imperatore Berengario al vescovo Sibicone di Padova, con l'obbligo di costruire castelli e opere di difesa contro le incursioni degli Ungari.
Risale al 983 uno scritto che cita le due chiesette di San Vito (ancora esistente) e Sant'Apollinare (scomparsa), entrambe sedi di curtes rette da monaci benedettini. Un altro monastero di antiche origini si trovava a Valle San Floriano.

### Basso medioevo
Probabilmente prima del 1140 il borgo diventa feudo degli Ezzelini i quali, dagli originari possedimenti di Romano e Onara, erano riusciti ad espandersi anche su altri importanti centri quali Bassano, Angarano e Cartigliano.
Ben presto entrarono in conflitto con il Comune di Vicenza e Marostica fu una delle località contese, tanto che nel 1197 fu saccheggiata dai Vicentini. Solo nel 1218 fu concluso un accordo tra Ezzelino II "il Monaco" e il Comune e Marostica venne ceduta a Vicenza dietro il pagamento di quarantamila lire veronesi, con l'obbligo di distruggerne le fortificazioni. Questa clausola, tuttavia, non venne messa in pratica; anzi, verosimilmente i Vicentini provvidero a rafforzare le strutture.
Il conflitto, in effetti, non tardò a riprendere e nel 1235 Ezzelino III "il Tiranno" riconquistò Marostica. Il suo dominio continuò sino al 1259, quando fu definitivamente sconfitto da una lega di guelfi nella battaglia di Cassano d'Adda. Con la sua morte, avvenuta qualche giorno dopo, il vasto dominio ezzeliniano si disgregò e Marostica tornò sotto Vicenza.
L'indipendenza di Vicenza cessò nel 1266, quando entrò nell'orbita di Padova. A questa, nel 1311, successero gli Scaligeri e a Cangrande della Scala si deve la costruzione del castello di Marostica, articolato in quello inferiore e in quello superiore. Successiva alla costruzione dei due castelli è la cinta muraria, iniziata da Cansignorio della Scala nel 1372. Sempre al periodo scaligero risale la chiesa di Sant'Antonio abate, del 1383. In sostanza, è sotto questa dominazione che Marostica assunse l'aspetto di una vera e propria città murata, organizzata in modo razionale.
Nel 1387 iniziò il breve governo dei Visconti, conclusosi nel 1404 con l'arrivo della Repubblica di Venezia.

### Periodo veneziano

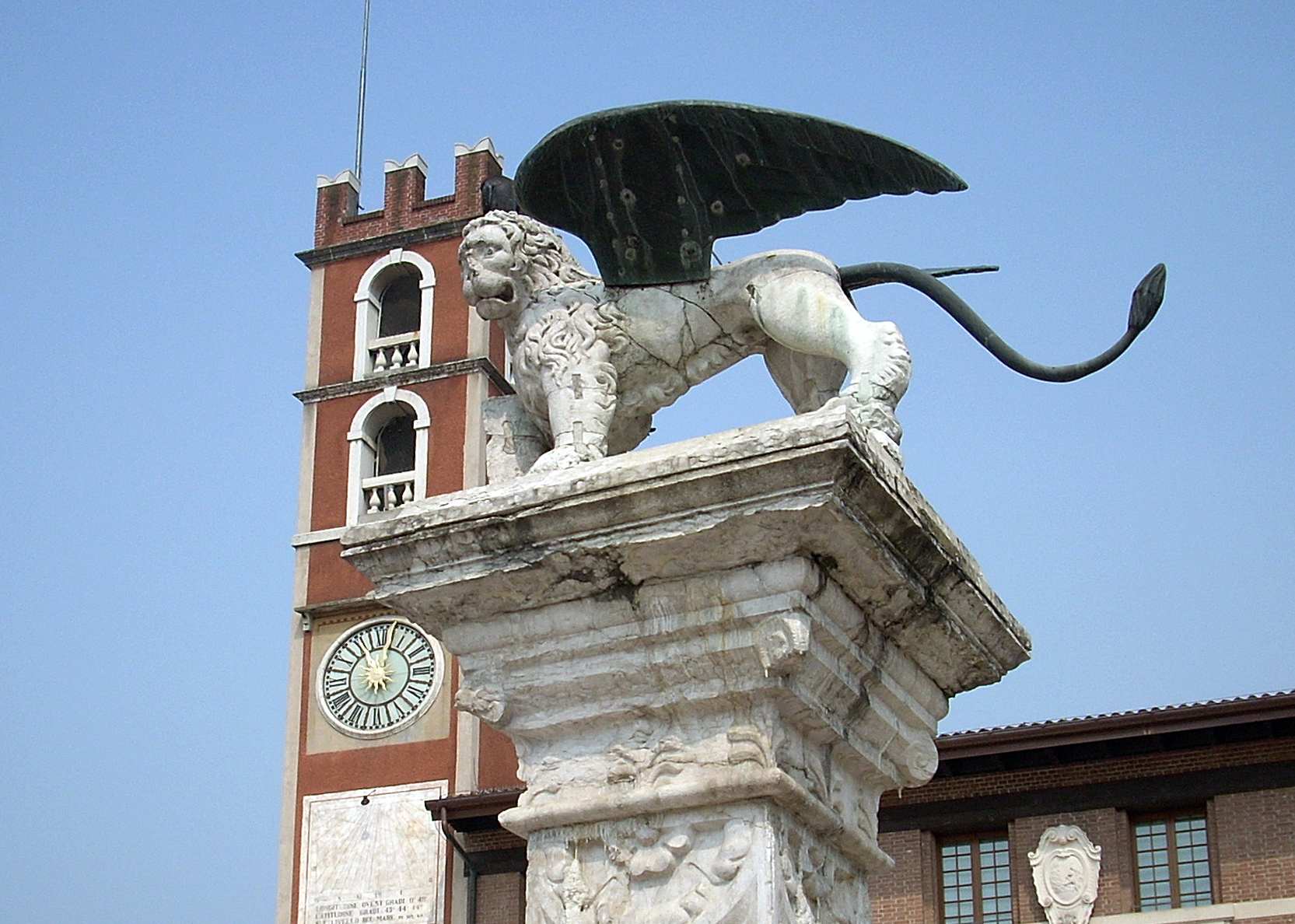
Il leone di San Marco del 1527, segno di fedeltà alla Serenissima, nella Piazza degli Scacchi

Sotto la Serenissima, Marostica divenne sede di podesteria, pur rimanendo amministrativamente subordinata a Vicenza.
Il Quattrocento fu un periodo di grande rinnovamento urbanistico, soprattutto per quanto riguarda gli edifici sacri: vennero erette la chiesa di San Marco, la scoletta del Santissimo Sacramento (presso Sant'Antonio abate), la chiesa di San Gottardo e soprattutto il convento di San Sebastiano; anche il duomo subì restauri e ampliamenti.
Questo momento di stabilità politica e sviluppo economico fu tragicamente interrotto dalla guerra della Lega di Cambrai. Dopo la disastrosa battaglia di Agnadello del 1509, le truppe di Massimiliano d'Asburgo invasero la terraferma veneta e la stessa Marostica fu più volte occupata e riconquistata.
Al termine del conflitto, nel 1516, i cantieri ripresero a funzionare: fu terminato il convento domenicano di San Rocco e venne innalzata la chiesetta di San Benedetto. La sede del governo fu trasferita dal castello Superiore a quello Inferiore (meglio difendibile) e nel Seicento il podestà Marino Nadal ne rinnovò la cappella (oggi ospita la sala consiliare).
Se le edificazioni all'interno delle mura si poterono dire concluse con la chiesa dei Carmini (1618-1619), nelle campagne all'esterno si assistette all'erezione di numerose ville. Questo fenomeno subì un picco durante la crisi della Repubblica, quando l'aristocrazia, fiacca e disinteressata all'attività politica, lasciava sempre più spesso la capitale verso gli agi della villeggiatura.

### Dall'Ottocento in poi
Caduta la Serenissima nel 1797, Marostica seguì le sorti di tutto il Veneto passando alla Francia di Napoleone Bonaparte. Il generale transitò per la città che venne spogliata delle insegne di San Marco (tra cui il leone della piazza); al loro posto sorsero i simboli rivoluzionari, come l'Albero della Libertà.
Seguì poi il turbinoso periodo in cui il Veneto venne ceduto all'Austria e ancora alla Francia, divenendo definitivamente austriaco con il congresso di Vienna del 1815.
Di questo periodo va ricordata la riorganizzazione ecclesiastica del 1818 che vide le parrocchie di Marostica (ad eccezione delle frazioni di San Luca, Crosara e Pradipaldo) tornare alla diocesi di Vicenza dopo novecento anni trascorsi sotto Padova. Nel 1854 il Ministero dell'Interno austriaco concesse al Comune l'odierno stemma.
Nel 1866, al termine della terza guerra d'indipendenza, il Veneto entrò a far parte del Regno d'Italia.
Nel 1876 il paese ha dato i natali allo scrittore Giovanni Martini (1876-1905), amico di Sebastiano Rumor e conoscente di Antonio Fogazzaro.
Gli anni successivi si caratterizzarono per lo sviluppo dell'industria della paglia, che portò la città a divenire uno dei più importanti centri del settore sino alla prima guerra mondiale.
Il primo conflitto, combattuto sul monte Grappa e sull'Altopiano dei Sette Comuni, coinvolse anche Marostica che divenne centro di acquartieramento delle truppe. Si cita fra tutti il "Comando-tappa" di Vallonara, dove sostò anche la celebre Brigata Sassari.
Del Ventennio sono degni di nota il restauro dei castelli, terminato nel 1936, e la soppressione dei Comuni di Crosara (con San Luca) e Vallonara (con Valle San Floriano e Pradipaldo) nel 1938.
Della seconda guerra mondiale va ricordata la Resistenza, con il sacrificio di quattro giovani partigiani (probabilmente coinvolti nell'Eccidio di malga Silvagno) catturati sull'altopiano e poi fucilati nel cortile del castello Inferiore (gennaio 1944).

### Simboli

Gonfalone comunale

Lo stemma di Marostica è stato concesso con decreto del presidente della Repubblica del 19 febbraio 1962.
la parte inferiore è contornato da due rami, uno di quercia con ghiande ed uno d'alloro con bacche, fra loro
incrociati e annodati da un nastro rosso sotto la punta dello scudo.»
Il gonfalone, concesso con D.P.R. del 20 febbraio 1962, è un drappo di bianco al palo d'azzurro e alla banda di rosso.

## Monumenti e luoghi d'interesse

### Architetture religiose
- Parrocchia di Santa Maria Assunta
- Chiesa parrocchiale di Sant'Antonio Abate
- Chiesa della Madonna del Carmine o dei Carmini
- Scoletta del Santissimo Sacramento
- Chiesa e convento di San Rocco
- Chiesa e monastero di San Gottardo
- Convento e chiesa dei Santi Fabiano e Sebastiano
- Chiesa di San Vito

### Architetture militari
- Castello Inferiore
- Castello Superiore
- Mura e porte del castello

## Galleria d'immagini

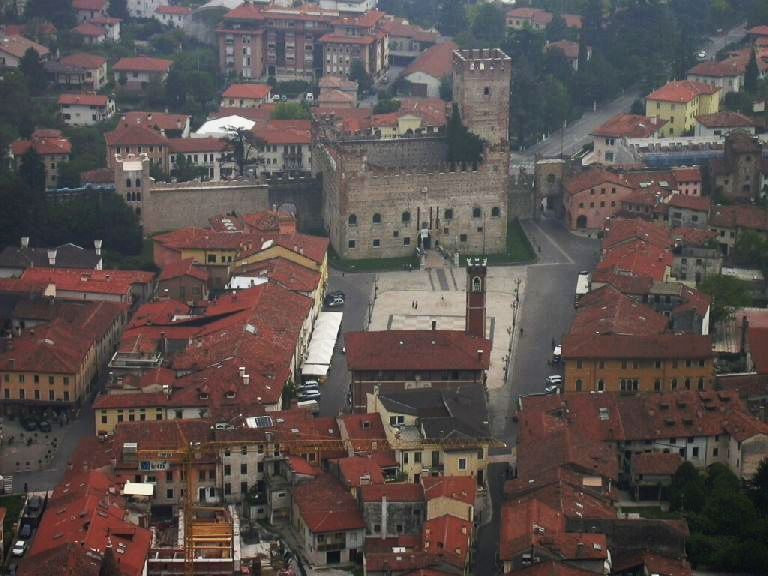
Vista panoramica dal castello superiore
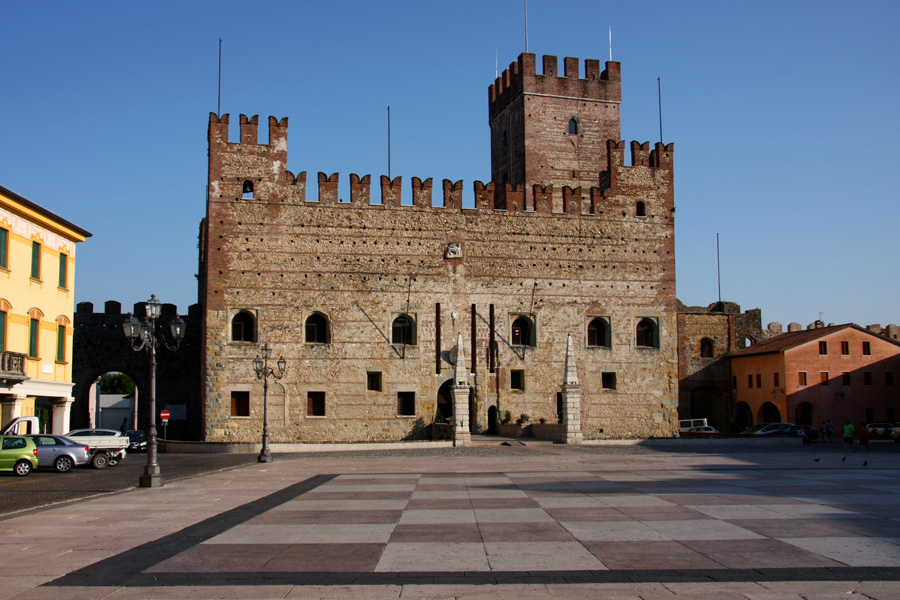
Piazza degli scacchi e il castello inferiore
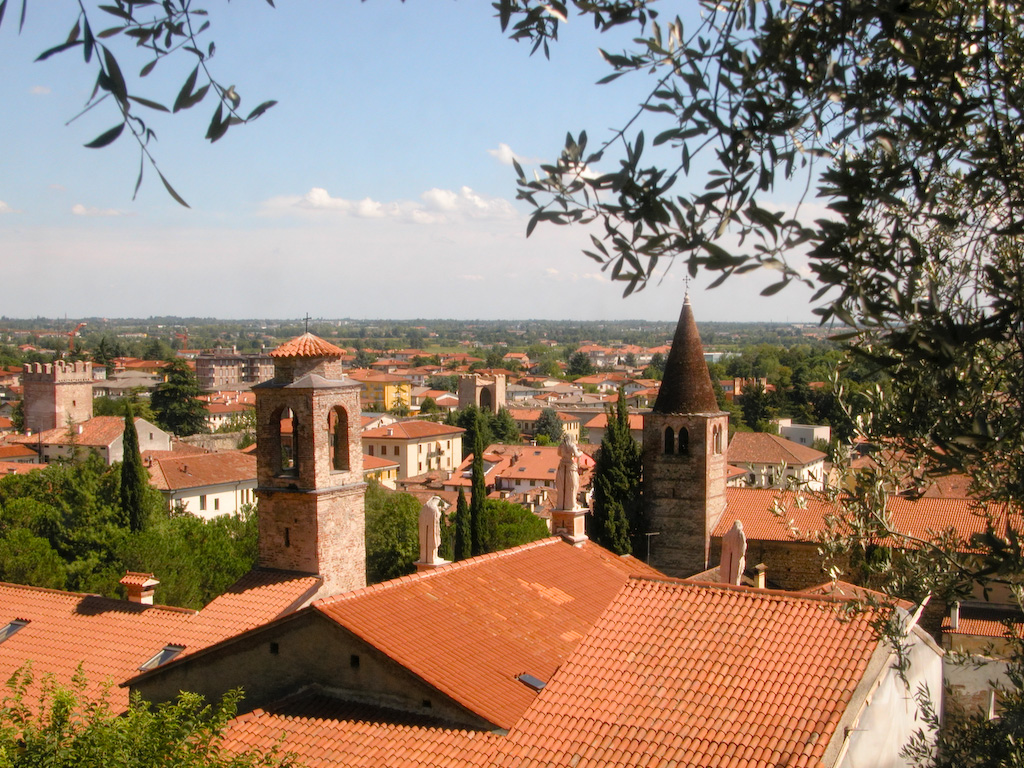
Tetti di Marostica
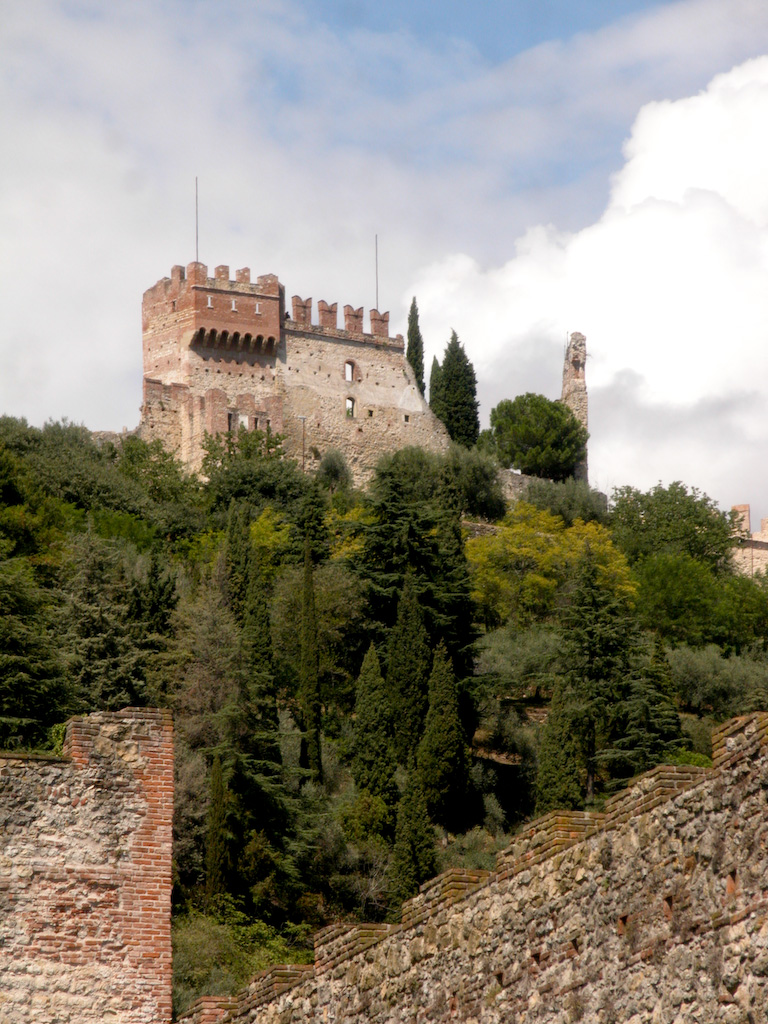
Vista del castello superiore
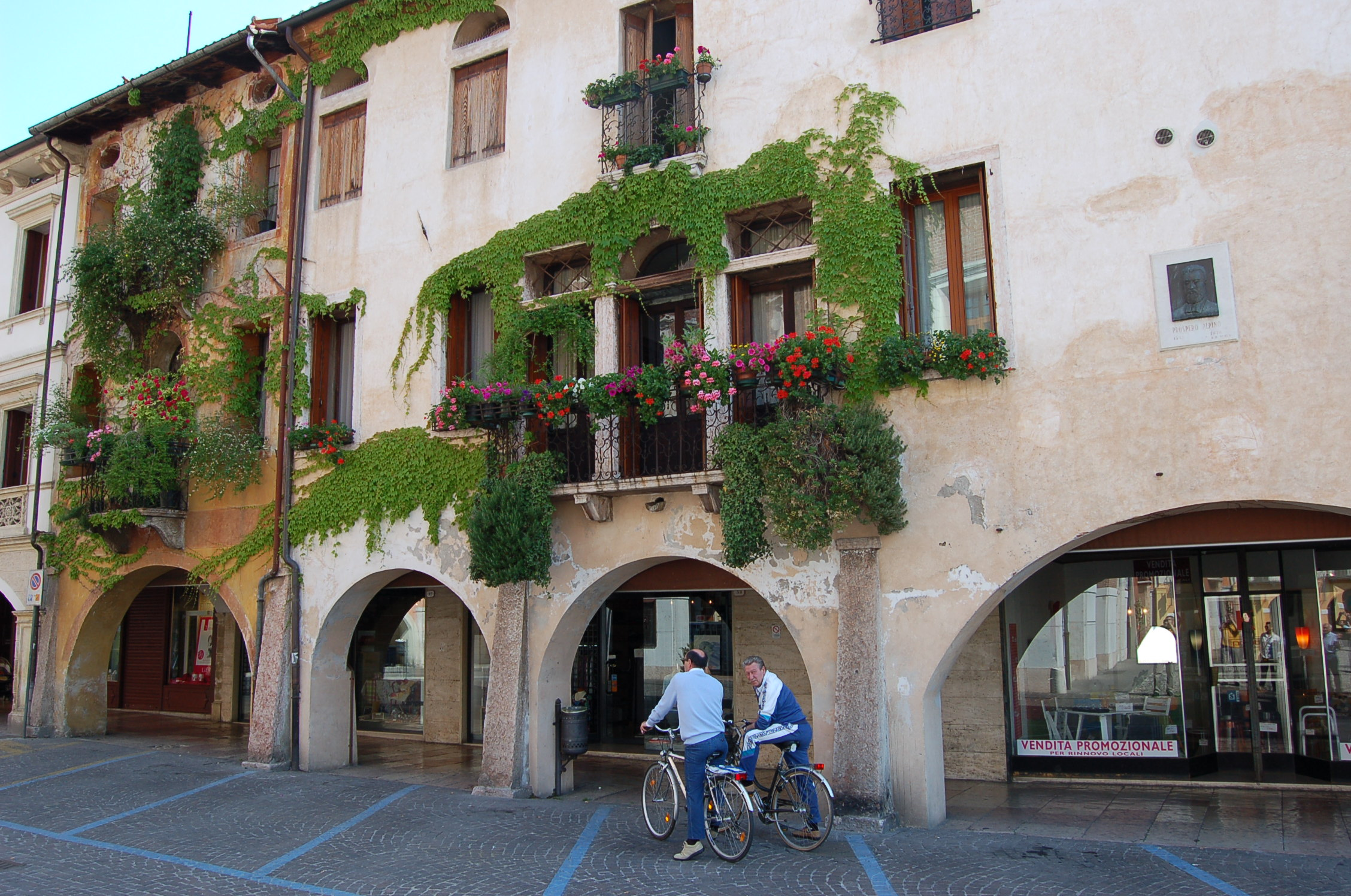
Centro della città
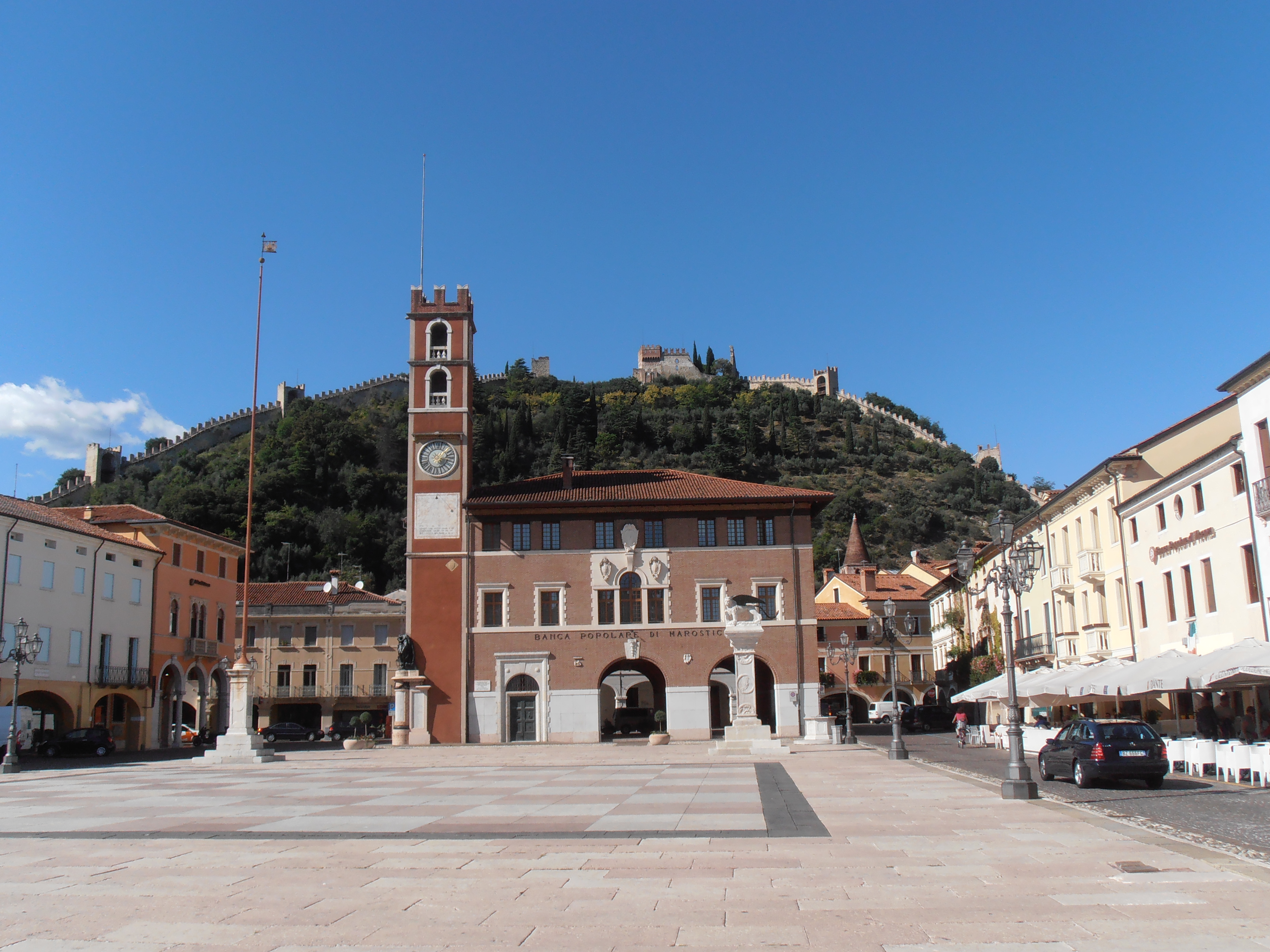
Piazza degli scacchi e vista verso il castello superiore
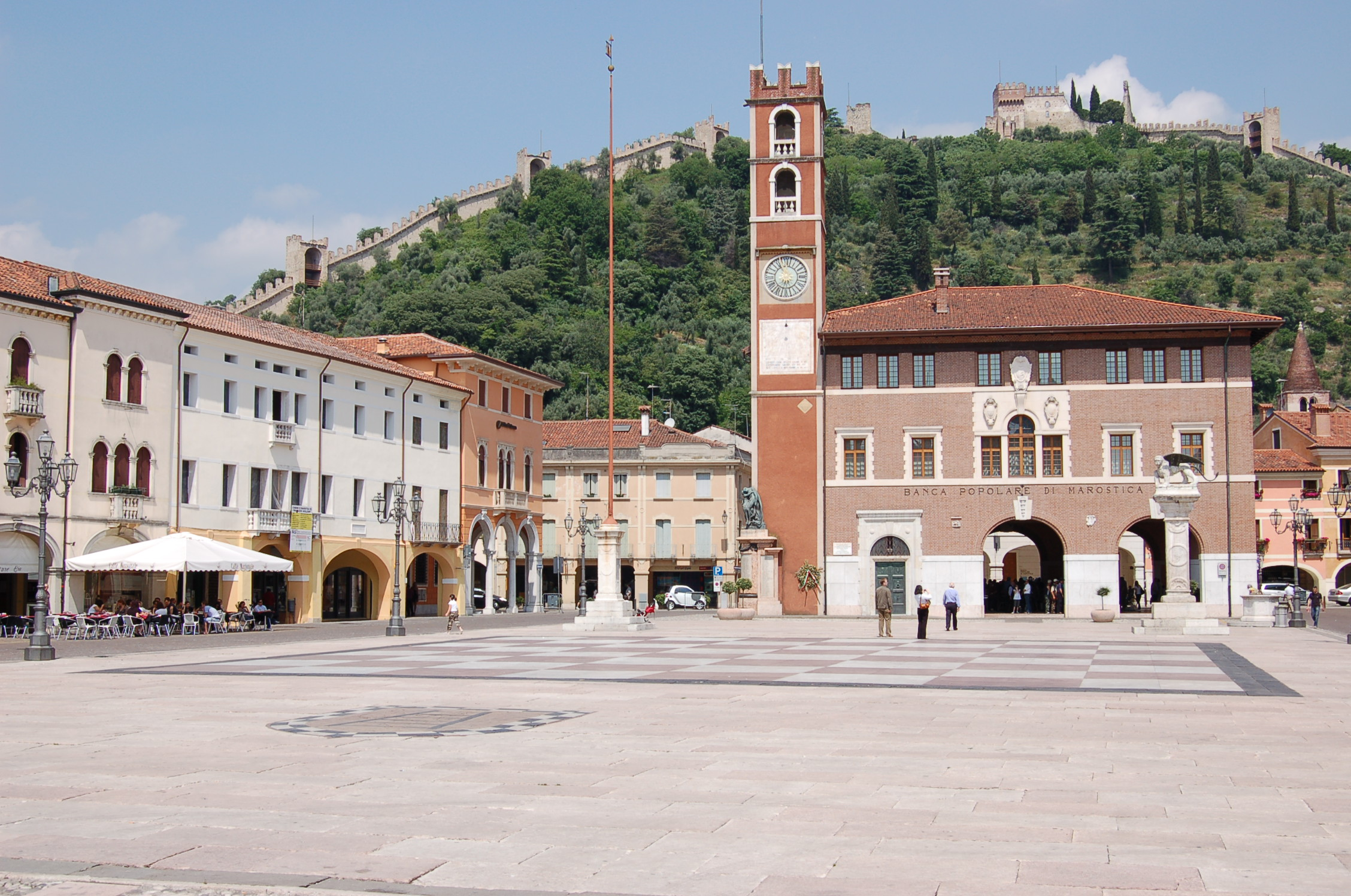
Piazza degli scacchi
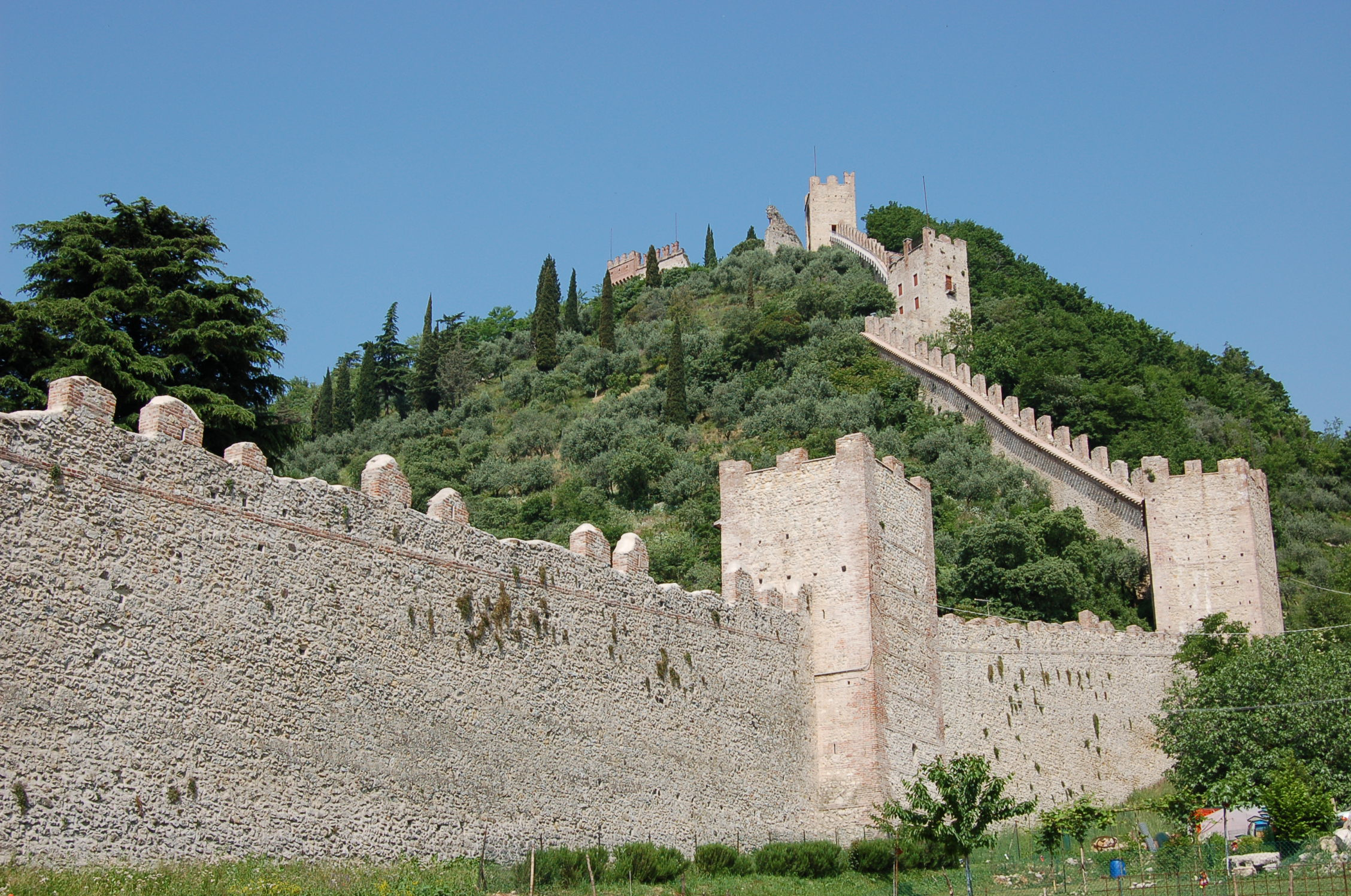
Mura
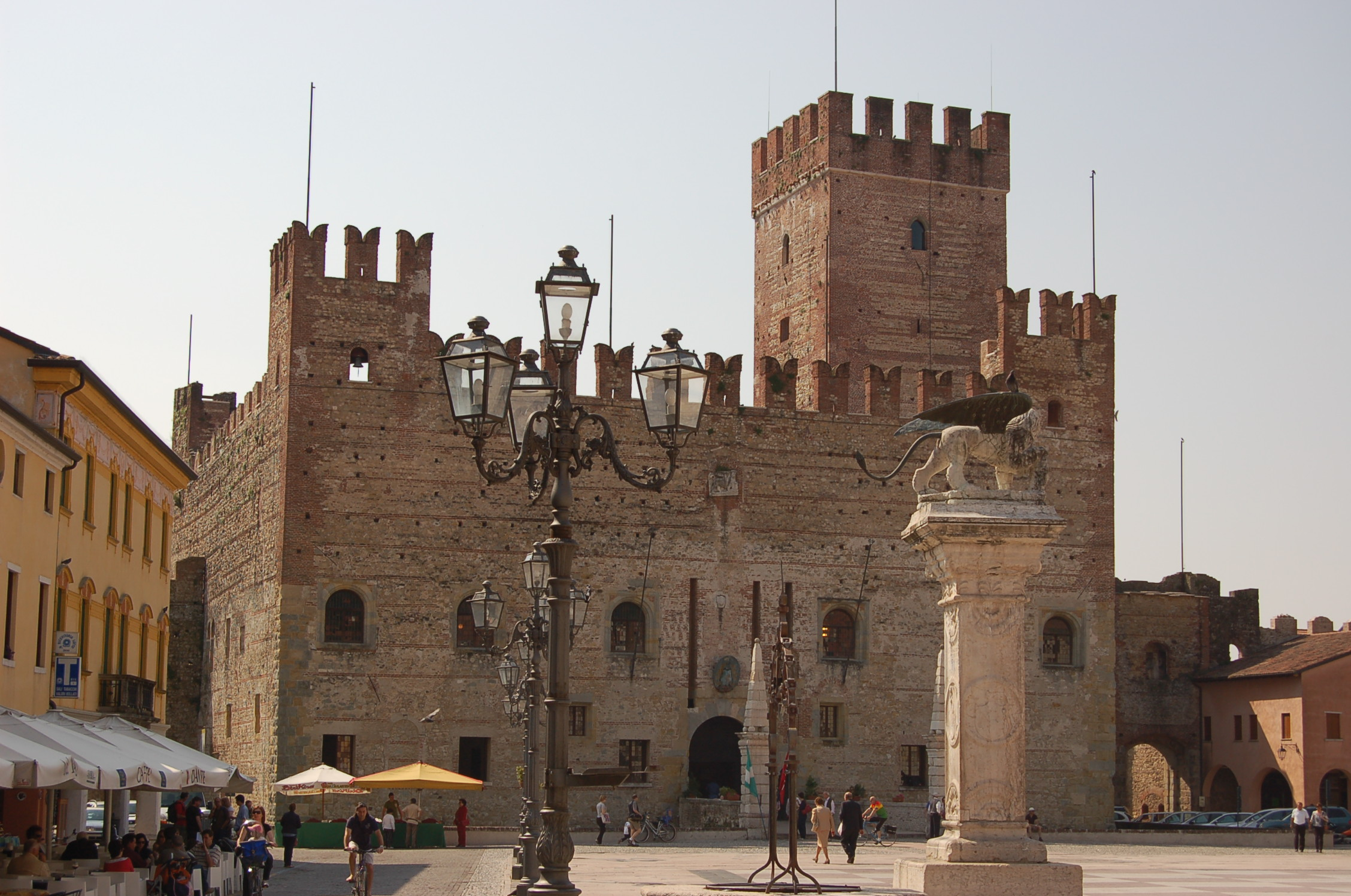
Il castello inferiore e il leone marciano

### Architetture civili

#### Palazzo del Doglione

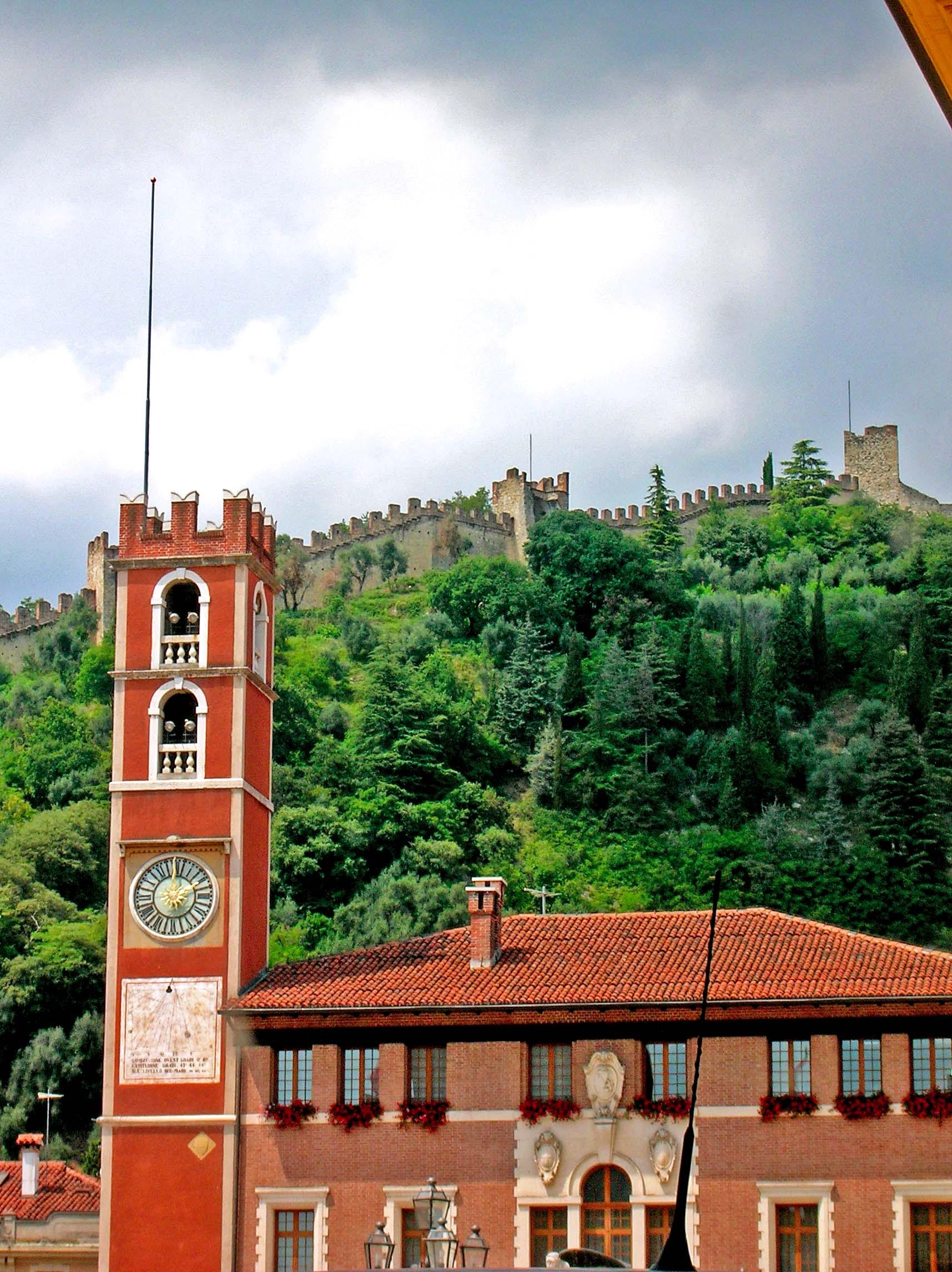
Particolare del palazzo del Doglione con il castello superiore sullo sfondo.

Localizzato sul lato settentrionale della piazza, era in origine una fortificazione (detta "rocca di Mezzo") con le funzioni di casello daziario. Non è un caso, quindi, se il prospetto settentrionale si affaccia su via Mazzini, un tempo principale strada della città e via di collegamento tra Bassano e Vicenza.
Citato già nel 1218, quando Ezzelino il Monaco cedette Marostica a Vicenza, perse importanza in epoca scaligera, ma fu recuperato dai veneziani per diventare sede della cancelleria, del Monte di Pietà e dell'armeria.
Palazzo e torre subirono drastici rifacimenti nella prima metà dell'Ottocento, per essere poi completamente ricostruiti negli anni 1930 perché pericolanti. Il palazzo è stato la sede della Banca Popolare di Marostica ma, dopo la fusione di essa con la Banca Popolare dell'Alto Adige/Volksbank, ospita una filiale di quest'ultima e la Fondazione Banca Popolare di Marostica/Volksbank. La torre, invece, appartiene al Comune e, con i suoi rintocchi, annuncia l'inizio delle sedute consiliari.

## Società

### Evoluzione demografica
Abitanti censiti

### Etnie e minoranze straniere
Al 31 dicembre 2017 gli stranieri residenti nel comune erano 784, ovvero il 5,6% della popolazione. Di seguito sono riportati i gruppi più consistenti:
- Romania 163
- Marocco 85
- Cina 54
- Albania 48
- Moldavia 46
- Ucraina 44
- Macedonia 40
- Kosovo 38
- Serbia 28
- Filippine 22

## Cultura

### Eventi
Marostica è famosa per uno spettacolo folcloristico di ambientazione storica in costume che si svolge il secondo fine settimana di settembre degli anni pari, la "Partita a scacchi a personaggi viventi" che si ispira ad una vicenda che si vuole ambientata nel 1454, sebbene di questa non vi sia prova storica ed anzi alcuni sostengono sia una invenzione moderna.
L'iniziativa di questa partita a scacchi giocata in piazza e con personaggi viventi fu progettata e messa in scena da Mirko Vucetich – architetto, scultore, scenografo, musicista e regista – (Bologna 1898 – Vicenza 1975), che nel 1954 la realizzò quale rievocazione storica, scrivendo anche il testo teatrale La partita a scacchi. Oltre 600 figuranti in costume medioevale, cavalli, armati, sbandieratori, guitti e sputafuoco, dame e gentiluomini, fanno da cornice al gioco degli scacchi che rappresenta la sfida di Rinaldo d'Angarano e Vieri da Vallonara. Secondo la trama, costoro, giovani e nobili rampolli della Città, si innamorarono entrambi della bella Lionora. Taddeo Parisio Castellano di Marostica e padre di Lionora, proibì la sfida a duello, come prevedeva l'usanza del tempo, ed ordinò di giocare una partita al "Nobil Ziogo de li scacchi". Taddeo decise che il vincitore della singolare sfida avrebbe sposato la bella Lionora, mentre colui che avesse perso avrebbe sposato sua sorella minore, Oldrada, divenendo così anch'egli suo parente.
La città quasi ogni domenica è interessata da una qualche manifestazione. Tra le numerose si ricorda il mercatino dell'antiquariato, che ha luogo ogni prima domenica del mese nella piazza degli scacchi e lungo la via Mazzini, la festa di primavera, la sagra delle ciliegie alla fine di maggio. In primavera viene presentata la rassegna "Umoristi a Marostica" che dal 1969 propone una mostra a tema, con opere dei maggiori artisti internazionali di grafica umoristica.
Dal 2007 viene organizzato un palio denominato Palio dea Caretera in rievocazione della vecchia caretera Marostegana, che si svolse negli anni 1956-1957-1958; la data è ogni seconda domenica di giugno. La "Caretera" è una corsa rompicollo in discesa su carretti senza motore guidati da un equipaggio di due persone, tra il Castello Superiore ed il Castello Inferiore.
In ottobre si svolge la tradizionale antica sagra di san Simeone, patrono della città.
Marostica è gemellata con la città di Tendō in Giappone, dove si svolge una partita a scacchi (Shōgi) con personaggi viventi.

## Economia
Dalla fine del 1800 fino a circa la fine degli anni sessanta l'economia di Marostica è stata caratterizzata dall'industria di produzione e trasformazione della paglia. I cappelli di paglia prodotti dalle fabbriche di Marostica erano commercializzati e famosi in tutto il mondo.
Marostica è stata sede di numerose e famose aziende del comparto dell'abbigliamento (Belfe, Breco's, ecc), oggi è sede della divisione italiana della Diesel/OTB, dell'importante industria di elettronica ed elettrotecnica Vimar (il cui marchio riprende in parte il nome della città) e della Pizzato Elettrica, leader nel settore dei microinterruttori. Numerose sono oggi le attività sviluppatesi nei campi dell'informatica e della comunicazione on-line.

### Lavorazione della paglia
La zona che ha visto crescere lo sviluppo del polo artigianale della paglia nel vicentino, è quella peculiare area collinare compresa tra Marostica e l’altopiano di Asiago, delimitata a est dal fiume Brenta mentre a ovest dal fiume Astico, coincidendo con il territorio dei Settecomuni.
La popolazione locale dei paesi di Lusiana, Conco, Crosara e San Luca e successivamente anche nei comuni della Pedemontana, da Vallonara a Lugo, da Calvene a Caltrano, all’interno della Val d’Astico, fino a Velo ha saputo sfruttare una terra che per le sue peculiarità ha dimostrato di essere particolarmente adatta alla coltivazione della paglia da intreccio. La terra magra che permetteva solo un'agricoltura di sussistenza, l’esposizione all’arsura del sole (essendo rivolta a sud), e la protezione dai venti freddi della montagna (protetta a nord dall’Altopiano di Asiago) sono fattori che hanno determinato la fortuna della paglia di Marostica. Avendo rappresentato fin dal 1800 la principale coltivazione della zona, ha determinato per molto tempo l’economia della società agraria di Sette Comuni, che ha sviluppato pertanto competenze uniche e peculiare legato indissolubilmente all’identità del luogo.
Marostica, principale centro dell’area, con la sua posizione strategica che la collegava a Vicenza e Bassano, ha rappresentato per il mercato dei manufatti in paglia il naturale sbocco commerciale diventando, in un secondo momento, il polo produttivo principale dell’industria della paglia.’

## Infrastrutture e trasporti

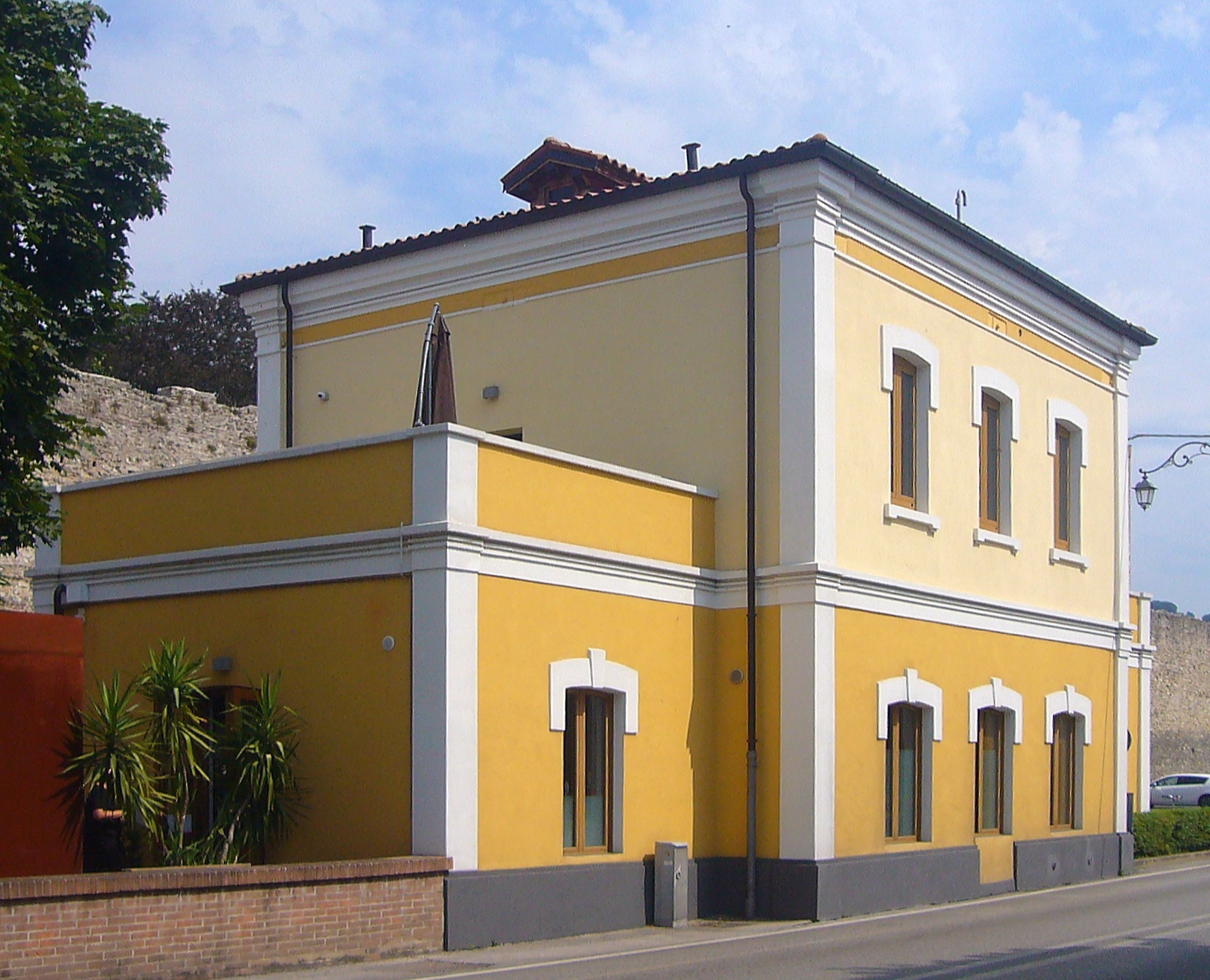
L'ex stazione tranviaria

Il paese è attraversato dalla Strada statale 248, ed è tangente alla Pedemontana Veneta.
Il trasporto pubblico a Marostica è garantito da autocorse svolte dalla società Società Vicentina Trasporti (SVT), ex Ferrovie Tramvie Vicentine (FTV).
Fra il 1910 e il 1961 la città venne servita da una stazione posta sulla Tranvia Vicenza-Bassano del Grappa, gestita anch'essa dalle FTV.

## Amministrazione
| Periodo | Periodo   | Primo cittadino         | Partito                      | Carica                       | Note |
| ------- | --------- | ----------------------- | ---------------------------- | ---------------------------- | ---- |
| 1945    | 1945      | Consolaro Luigi         |                              | Primo Sindaco del dopoguerra |      |
| 1946    | 1950      | Volpato Giovanni        |                              | Sindaco                      |      |
| 1950    | 1955      | Marco Bonomo            |                              | Sindaco                      |      |
| 1955    | 1964      | Ernesto Xausa           |                              | Sindaco                      |      |
| 1964    | 1970      | Consolaro Mario         |                              | Sindaco                      |      |
| 1970    | 1990      | Aliprando Franceschetti | Democrazia Cristiana         | Sindaco                      |      |
| 1990    | 1995      | Martino Bonotto         | Democrazia Cristiana         | Sindaco                      |      |
| 1995    | 1999      | Valerio Zanforlin       | centrosinistra               | Sindaco                      |      |
| 1999    | 2009      | Alcide Bertazzo         | centrodestra                 | Sindaco                      |      |
| 2009    | 2012      | Gianni Scettro          | centrodestra                 | Sindaco                      |      |
| 2012    | 2013      | Renata Carletti         | -                            | Commissario prefettizio      |      |
| 2013    | 2018      | Marica Dalla Valle      | lista civica "Più Marostica" | Sindaco                      |      |
| 2018    | 2018      | Renata Carletti         | -                            | Commissario prefettizio      |      |
| 2018    | in carica | Matteo Mozzo            | Lega Nord                    | Sindaco                      |      |

### Gemellaggi
- São Bernardo do Campo
- Tendō, dal 1989
- Mignano Monte Lungo
- Montigny-le-Bretonneux

### Altre informazioni amministrative
Nel 1938 Marostica ha assorbito i territori dei comuni soppressi di Crosara (con San Luca) e Vallonara (con Valle San Floriano e Pradipaldo), acquisendo quindi il territorio esteso sulle pendici dell'altopiano di Asiago. Queste località hanno seguito le vicende storiche della federazione dei Sette Comuni in quanto parte del comune di Lusiana (oggi comune di Lusiana Conco)

## Sport
Marostica, che è paese natale del pluricampione Giovanni Battaglin, vincitore di un Giro d'Italia e di una Vuelta di Spagna, è stata più volte arrivo di tappa del Giro d'Italia:
- 1994 (31 maggio): 10ª tappa, vinta dall'uzbeko Djamolidine Abdoujaparov.
- 1996 (6 giugno): 19ª tappa, cronometro individuale, vinta dal russo Evgenij Berzin.
- 2003 (23 maggio): 13ª tappa, vinta da Alessandro Petacchi.